# 稲荷台遺跡 (板橋区)

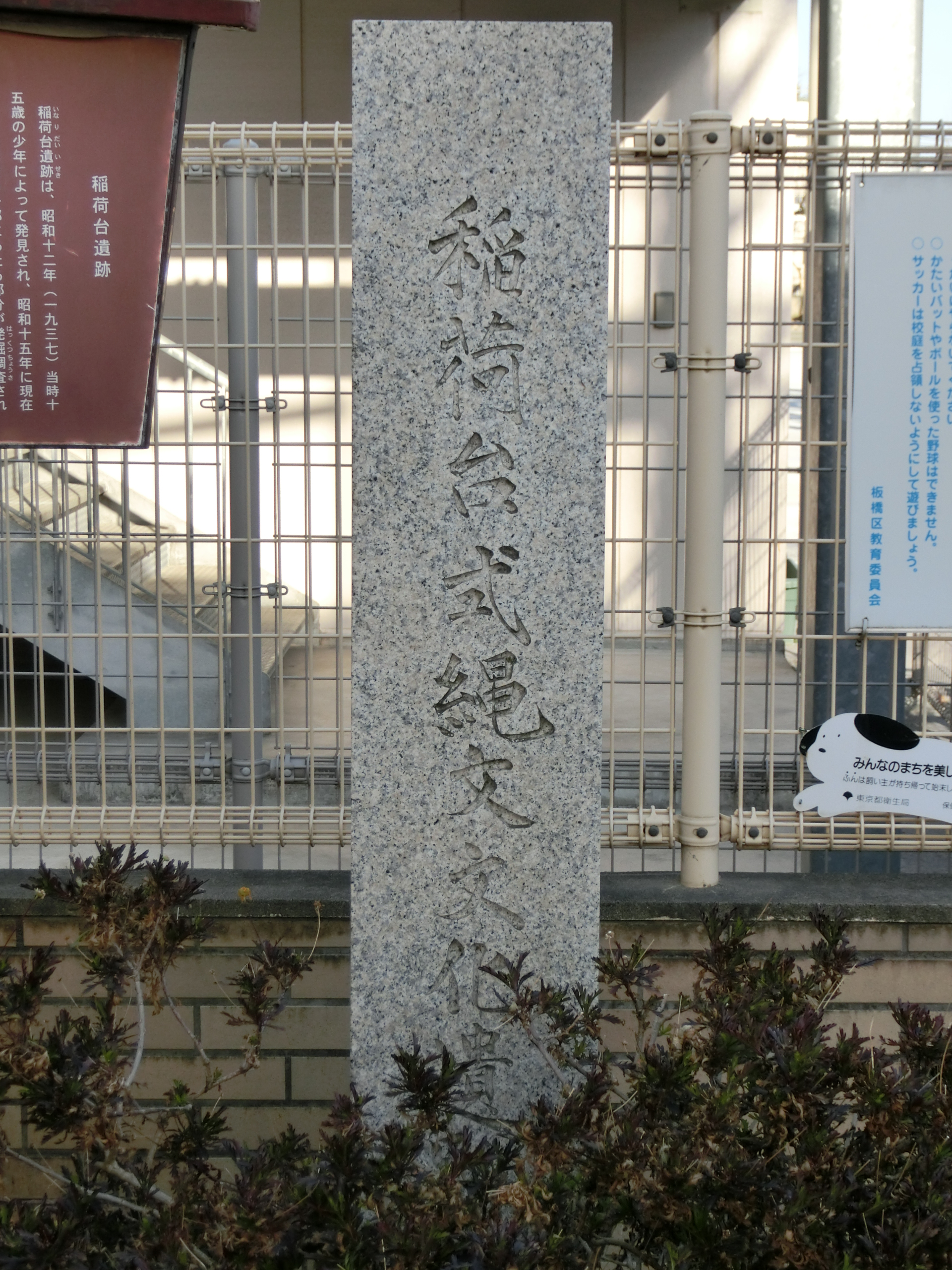
稲荷台遺跡碑

稲荷台遺跡（いなりだいいせき）は、東京都板橋区稲荷台にある縄文時代早期から近世にかけての複合遺跡。板橋区登録文化財の史跡に登録されている。また、縄文土器片などの出土遺物は東京都指定有形文化財に指定されている。

## 概要
1937年（昭和12年）、当時の稲荷台小学校（現在の板橋区立加賀小学校）前の地中から、当時中学生であった白崎高保（しらさき たかやす）が土器を掘り出したことから遺跡の存在が確認された。
1939年（昭和14年）から山内清男や江坂輝彌、芹沢長介、吉田格（よしだ いたる）らによって本格的な発掘調査が実施され、褐色土と関東ローム層の間から、器面全体に縦の撚糸文が施された尖底形の縄文土器が検出された。この土器は、出土した土層や一緒に出土した既知の他型式土器の推定年代より、当時としてはもっとも古い時期に相当するものとして注目された。
現在の遺跡範囲（周知の埋蔵文化財包蔵地）は土中に埋没しており、地表面では加賀小学校前の記念碑のみが目印となっているが、縄文時代早期の一時期を画する標式遺跡として評価されており、発見された土器と同型式の土器は「稲荷台式土器」と呼ばれている。
1984年（昭和59年）に板橋区登録文化財（史跡）に登録された。また、出土遺物と調査資料は、2006年（平成18年）に「稲荷台遺跡出土（江坂輝彌氏旧蔵）遺物 付（つけたり）写真」として板橋区登録文化財（有形文化財）に登録されたが、2010年（平成22年）3月23日には東京都指定有形文化財の指定を受けた。